# Museo archeologico dell'antica Capua
Il Museo archeologico dell'Antica Capua è un museo archeologico situato nel centro di Santa Maria Capua Vetere. L'istituzione del museo nasce dall'esigenza di presentare, secondo i più moderni criteri espositivi, i materiali rimessi in luce nel corso degli scavi effettuati nella seconda metà del XX secolo nel territorio dell'antica città di Capua, ponendosi in continuità con il Museo provinciale campano di Capua.
Nel complesso museale oltre al museo sono ospitati anche i laboratori di restauro, la ludoteca museale, sale espositive, sale conferenza, i depositi e gli uffici di direzione.Dal dicembre 2014 il Ministero della cultura lo gestisce tramite il Polo museale della Campania, nel dicembre 2019 divenuto Direzione regionale Musei. Nel 2016 ha ricevuto 41429 visitatori.

## La sede

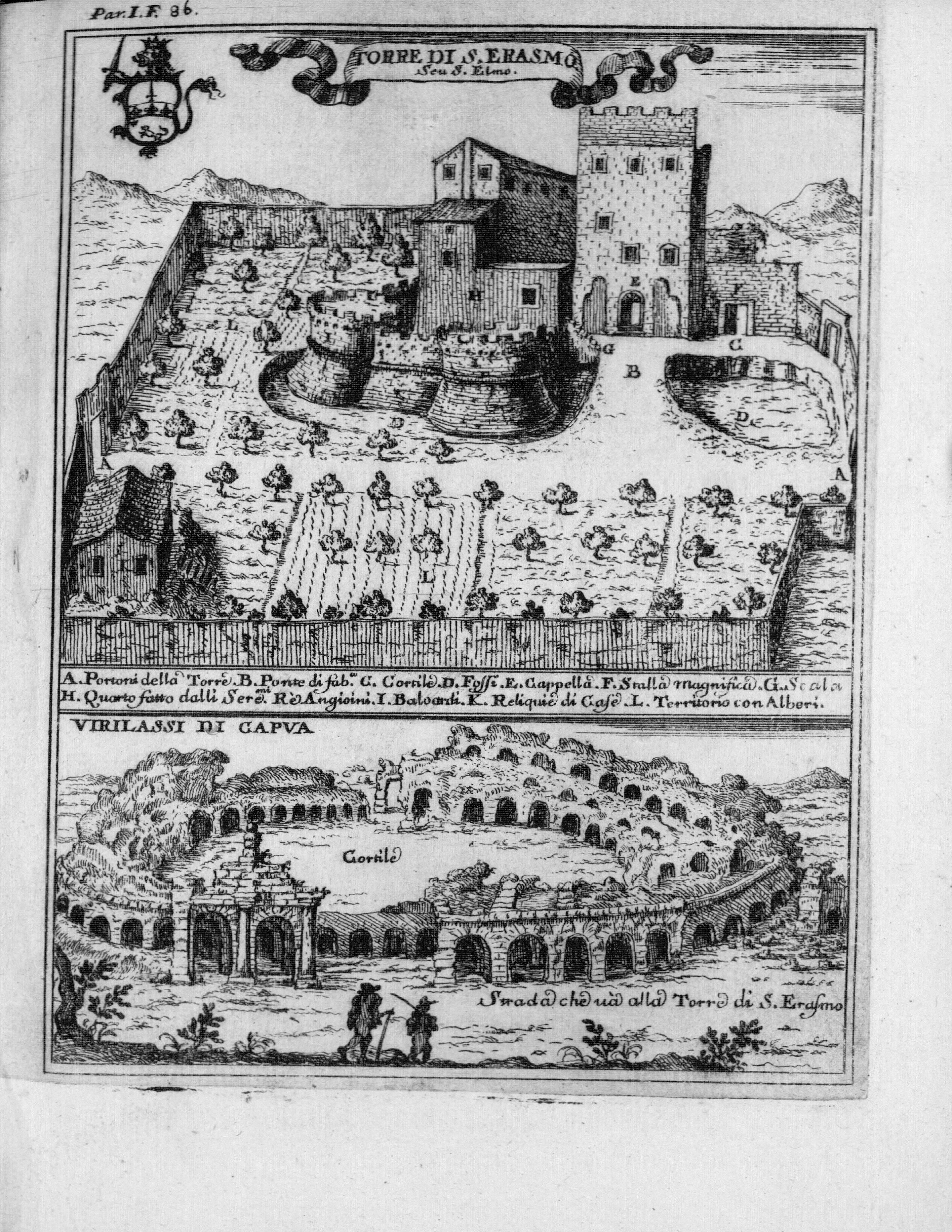
La Torre di Sant'Erasmo in una incisione del 1703

Il museo ha sede in un complesso architettonico ottocentesco che sorge sui resti del Capitolium, nella parte meridionale dell'antico foro, e che ha inglobato al suo interno la Torre di Sant'Erasmo, di epoca medievale. Un tempo sede della Caserma di Cavalleria, dal 1981 è di proprietà del Ministero della Cultura.
L'edificio, in muratura tufacea con copertura lignea a falde, si sviluppa prevalentemente intorno ad un cortile di forma quadrata e ampio circa 2800 m2. Il cortile, che presenta un giardino centrale, ospita una parte delle collezioni all'aperto, con frammenti lapidei, sarcofagi e un imponente mosaico a tema marino, riferibile ad un grande impianto termale ubicato non lontano dal foro della città.

## Storia
A partire dagli anni ottanta del Novecento si cercò una nuova destinazione per l'edificio, che fu assegnato alla Regione Campania e alla Soprintendenza Archeologica affinché vi si collocasse il Museo del Casertano. Tuttavia, cambiati gli orientamenti della Soprintendenza Archeologica, il museo inaugurato nel 1995 fu dedicato alla sola Antica Capua, ruolo che ricopre ancora oggi.
Nel 2022 è stata inaugurato un nuovo percorso museale, realizzato con la mostra permanente dal titolo I Segni del Paesaggio. L'Appia e Capua, che segna l'avvio della sezione romana del Museo.

## Percorso museale
La visita segue una scansione cronologica-tematica che porta il visitatore a compiere un vero e proprio percorso dalla fase embrionale della città di Capua Antica, ai fasti dell'Età sannitica e dell'epoca romana, fino alla decadenza post-romana.
Il percorso si articola in nove sale dedicate alla preistoria, all'età del ferro, all'età arcaica, alla città etrusca, ai cavalieri campani, ai santuari e all'affermarsi dell'architettura monumentale.

### Sala d'ingresso

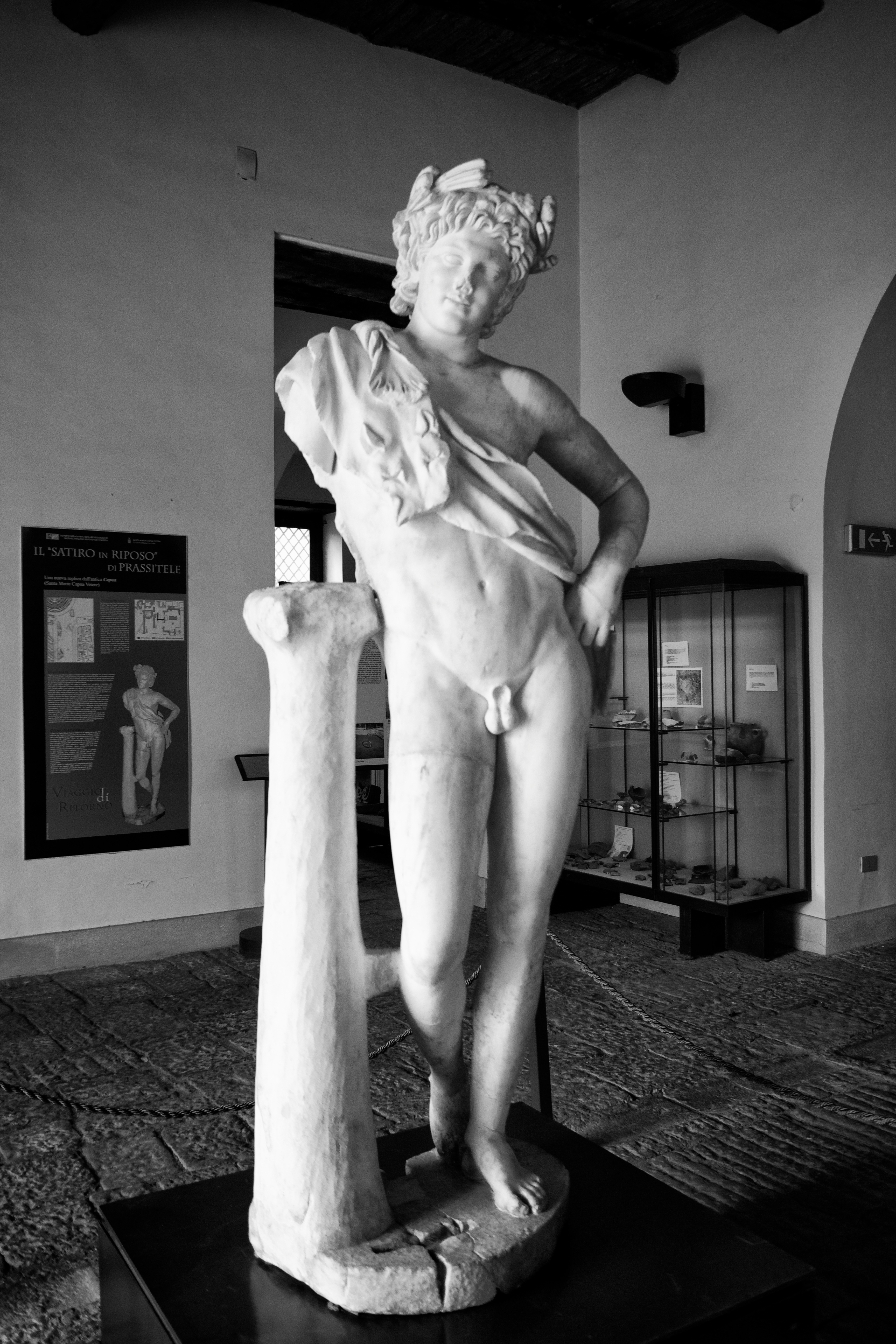
Il Satiro in riposo

L'androne di accesso offre al visitatore la possibilità di entrare, oltre che alle sale espositive, anche ad ambienti dedicati ad attività didattiche e laboratoriali, nel punto in cui sorgevano la torre di Sant'Erasmo e il Capitolium.
Al centro della sala campeggia la monumentale statua in marmo lunense del Satiro in riposo, raffinata copia di età romana della statua di Prassitele. Fiore all'occhiello del museo, l'imponente scultura alta 1,86 metri e larga 0,76 metri versava in pessime condizioni quando venne ritrovata nel 2002 in Piazza I Ottobre. Affidata alle cure del laboratorio di restauro del museo archeologico di Napoli, oggi risplende a nuova vita, priva solo del braccio destro. La replica del museo capuano, ascrivibile alla prima metà del II sec. d.C., presenta similitudini con i Satiri conservati alla Ny Carlsberg Glyptotek di Copenaghen e ai Musei Capitolini di Roma e rientra tra le copie di età adrianeo-antonina.

### Sale I-III: l'età del Ferro
Nelle sale I-III sono esposti alcuni materiali dell'età del Bronzo rinvenuti nel territorio capuano e i corredi di tombe risalenti ad un periodo compreso tra il IX e la metà del VII sec. a.C., provenienti da due delle necropoli principali dell'età del Ferro di Capua: la necropoli del nuovo mattatoio e delle Fornaci. In questo periodo il territorio era occupato da popolazioni di stirpe ausonia ed etrusca che ebbero contatti anche con il mondo greco delle vicine colonie di Pithecusa e Cuma.
Vari i corredi presenti: olle anche decorate, effetti personali dei defunti come rasoi, fibule, fermatrecce, anelli.
Indicativi del contatto con il mondo greco sono le coppe à chevrons o quelle con metope a uccelli, d'importazione e di imitazione locale. Nelle grandi fibule a staffa allungata e con arco decorato da vaghi di pasta vitrea della tomba 365 si trovano invece i segni di contatti con il mondo etrusco-meridionale.
Numerosi sono i vasi realizzati in loco.

### Sala IV: periodo Orientalizzante Medio e Recente
Nella sala IV dedicata ala Periodo orientalizzante è spiegata la forte influenza del mondo greco tra la fine del VII e il VI secolo a.C.
Si trovano le ceramiche di tipo greco sia protocorinzio che corinzio e i vasi in bucchero.

### Le produzioni artigiane

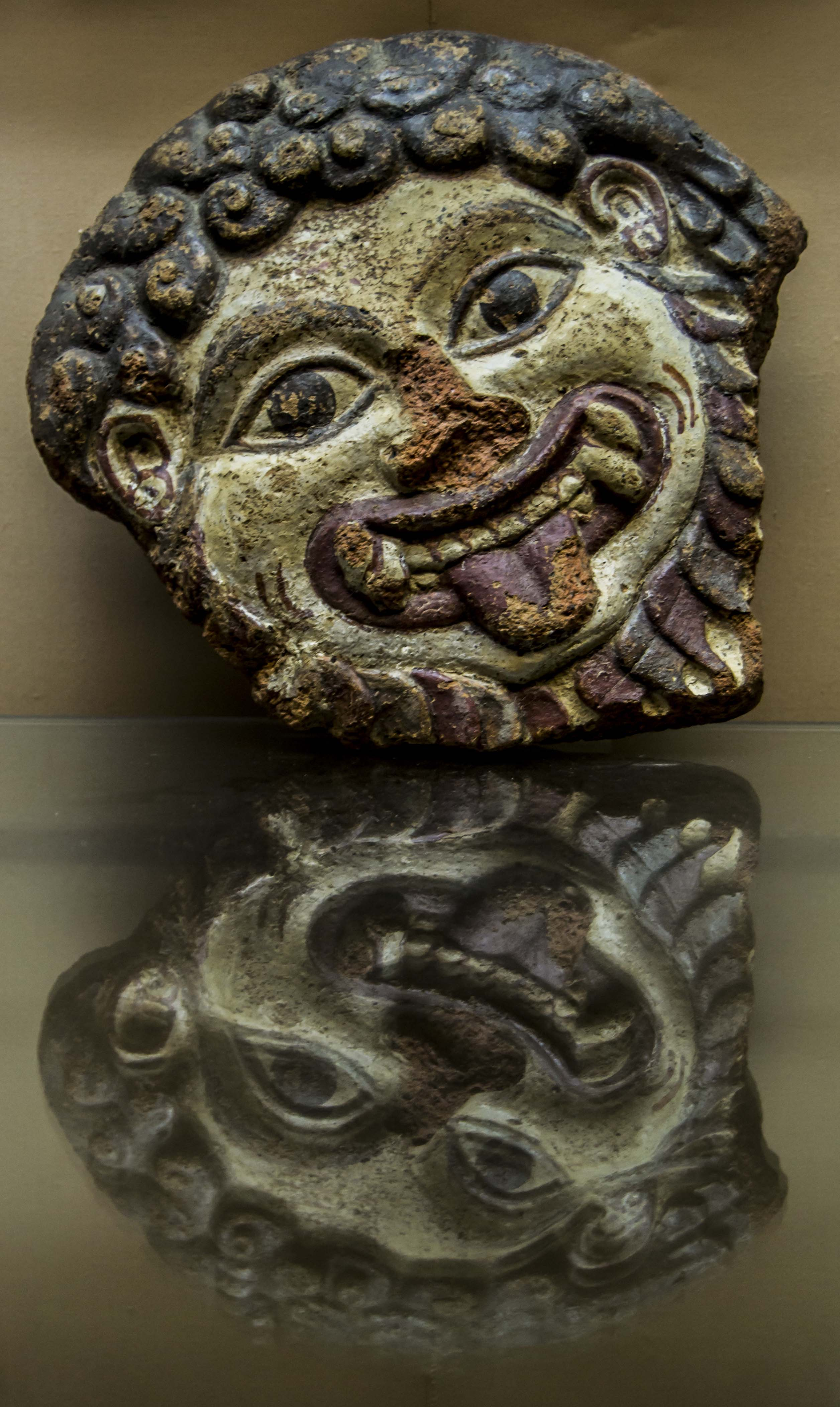
Decorazioni dei tetti

Elevato era il livello dell'artigianato bronzistico capuano ben noto anche a Catone, Orazio, Porfirio. Lebeti e vasi ovoidali confermano questa fama.
Da segnalato è anche la forte produzione di materia plasmabile fittile che fu usata sia per la realizzazione di statuine votive sia per utensili ad uso alimentare. 
Importanti anche le decorazioni dei tetti dalle antefisse a palmetta a quelle con gorgoneion, a quelle con testa femminile tra fiori di loto, a quella con testa di Acheloo, alla lastra con Gorgone in corsa, ai frammenti di protomi animali, a quelli di statue. Si ricorda la Testa di Triflisco, un frammento di statua di dimensioni superiori al normale.

### Sala VII: l'età arcaica e sub-arcaica
Nella sala VII sono esposti i corredi più rappresentativi del periodo arcaico (575-525 a.C.) e di quello sub-arcaico (525-423 a.C.) che segnano l'apogeo e il declino della civiltà etrusca.
Nel VI sec. a.C. si ha un aumento delle importazioni greche, coppe ioniche o quelle dei Piccoli Maestri lo dimostrano. 
Prevalgono i vasi attici prima in figure nere, poi rosse con raffigurazione dei miti, realizzati anche in loco.

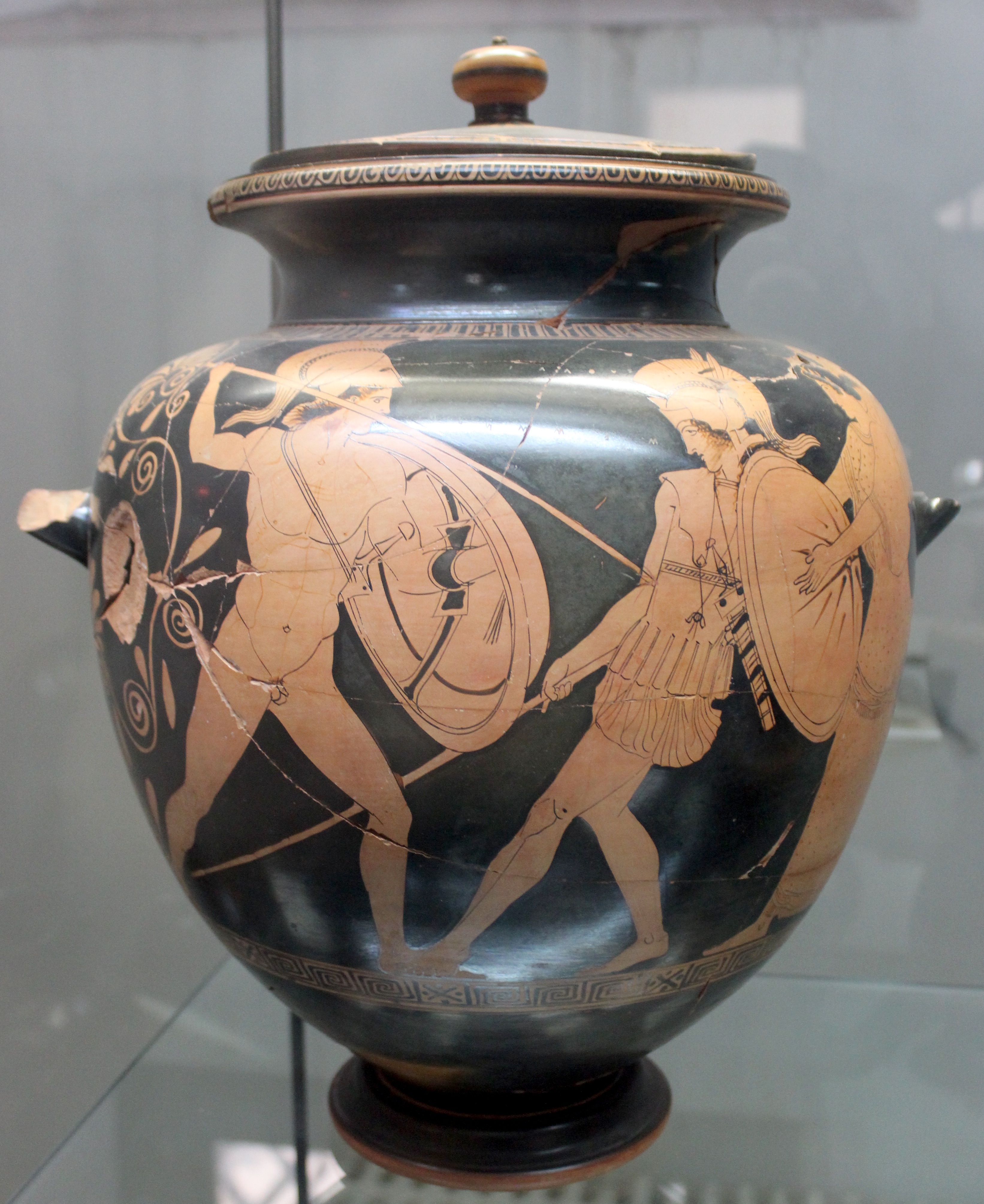
Vaso in ceramica
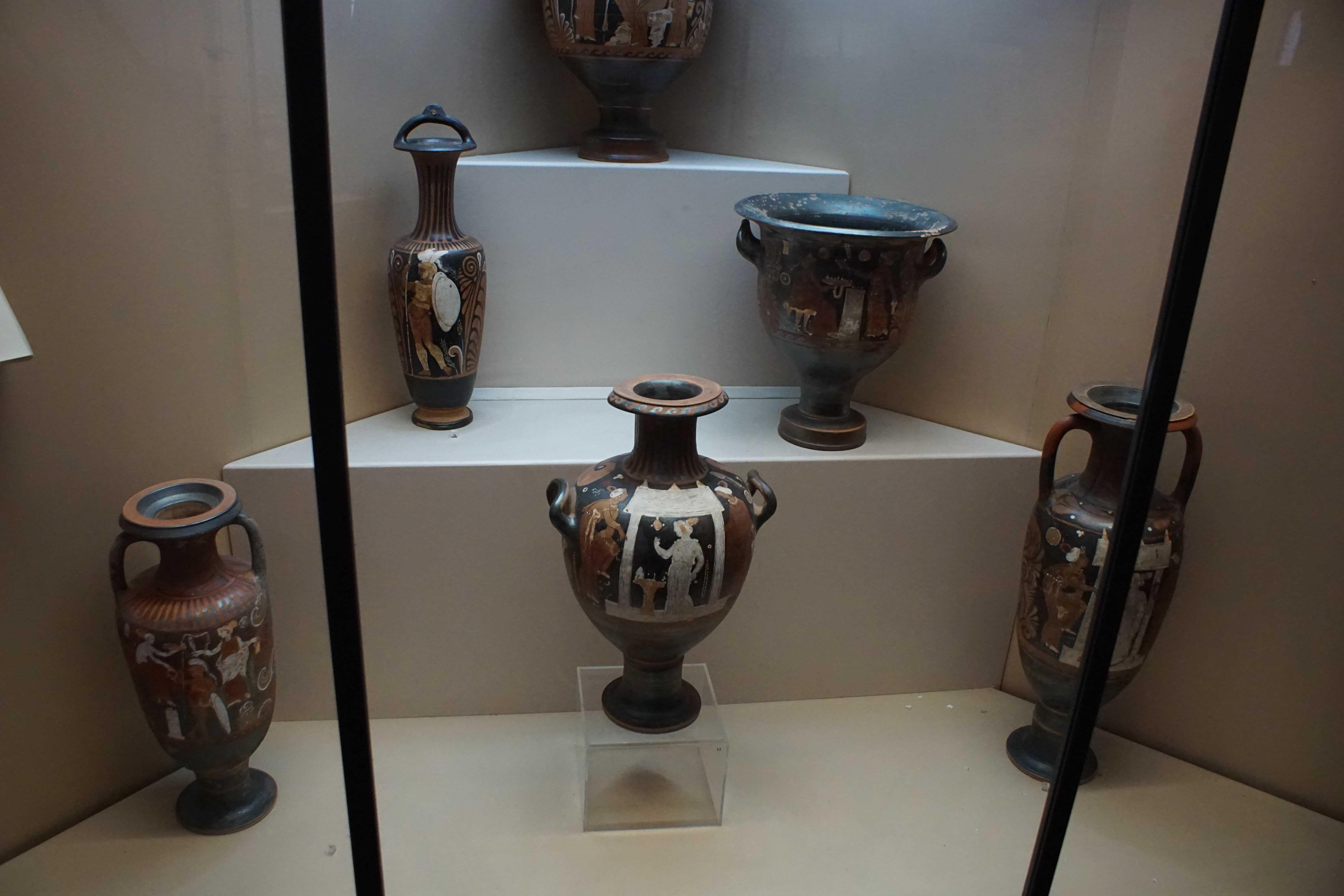
Vetrina con vasi

### Il periodo sannitico

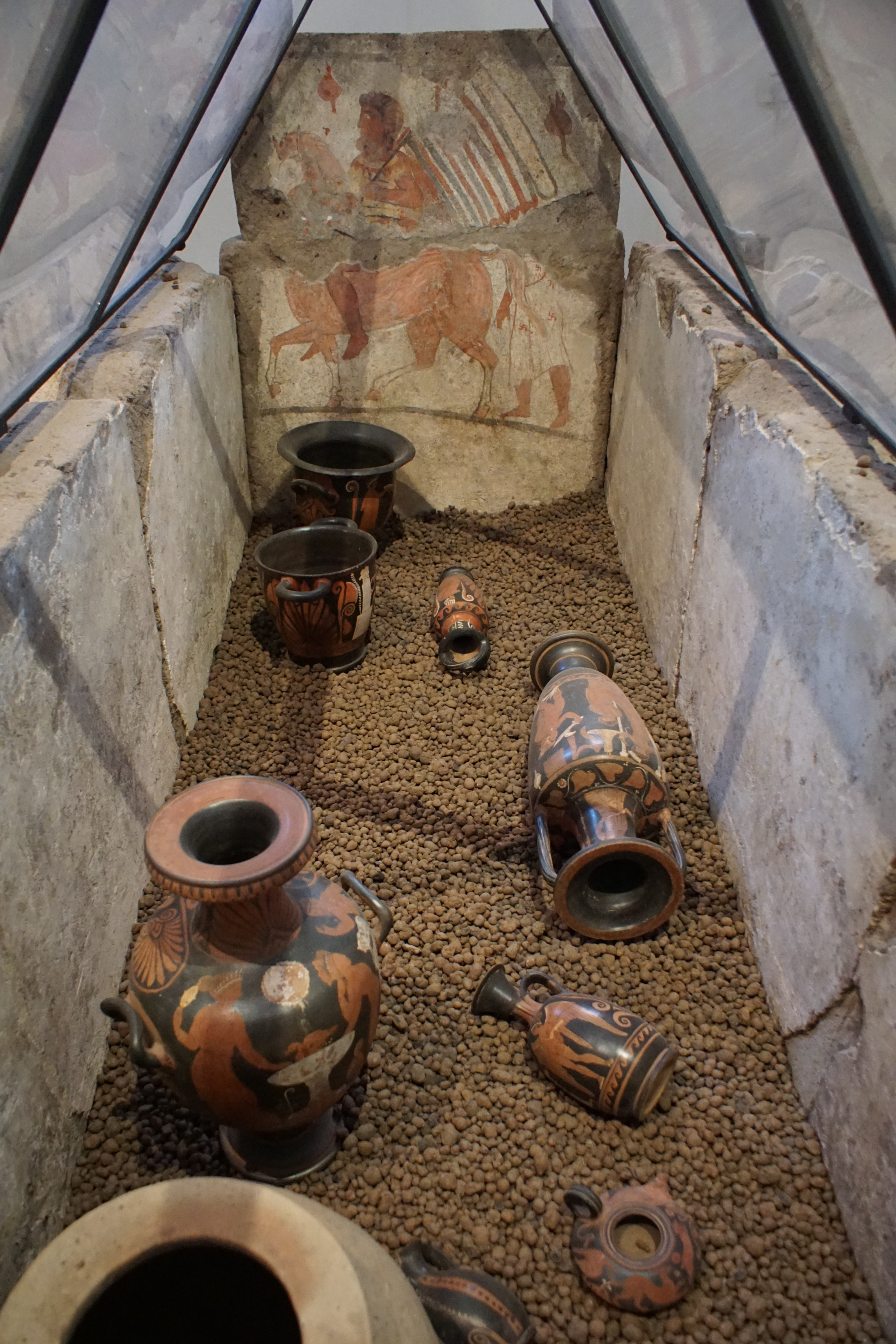
Interno di una tomba

Intorno alla metà del V secolo (438 a.C.) si affermarono i Sanniti, in un primo tempo asserviti agli Etruschi. Nasce quindi il popolo dei Campani che nel 423 si impadronisce di Capua.
Segnale di questo periodo sono i cinturoni, le lance, o le daghe, così come i vistosi gioielli d'oro e d'argento.
Tante anche le tombe a cassa di tufo, con le pareti interne in molti casi dipinte.

### La romanizzazione
A seguito del tradimento della Capua Sannitica alla alleata Roma in occasione degli eventi della Guerra Punica che videro Capua ospitare Annibale, i Romani riconquistarono la città nel 211 e la privarono di diritti politici e dei terreni fertili.
Pur privata di autonomia, Capua continuò a prosperare con la produzione di profumi, di grano, di bronzi e ceramiche e non interruppe i commerci nel Mediterraneo.
Cambia la tipologia di tombe con la stele semplicemente iscritta, con la figura a mezzo busto o per intero del defunto, accompagnato a volte dai familiari.

### Sala IX: i santuari

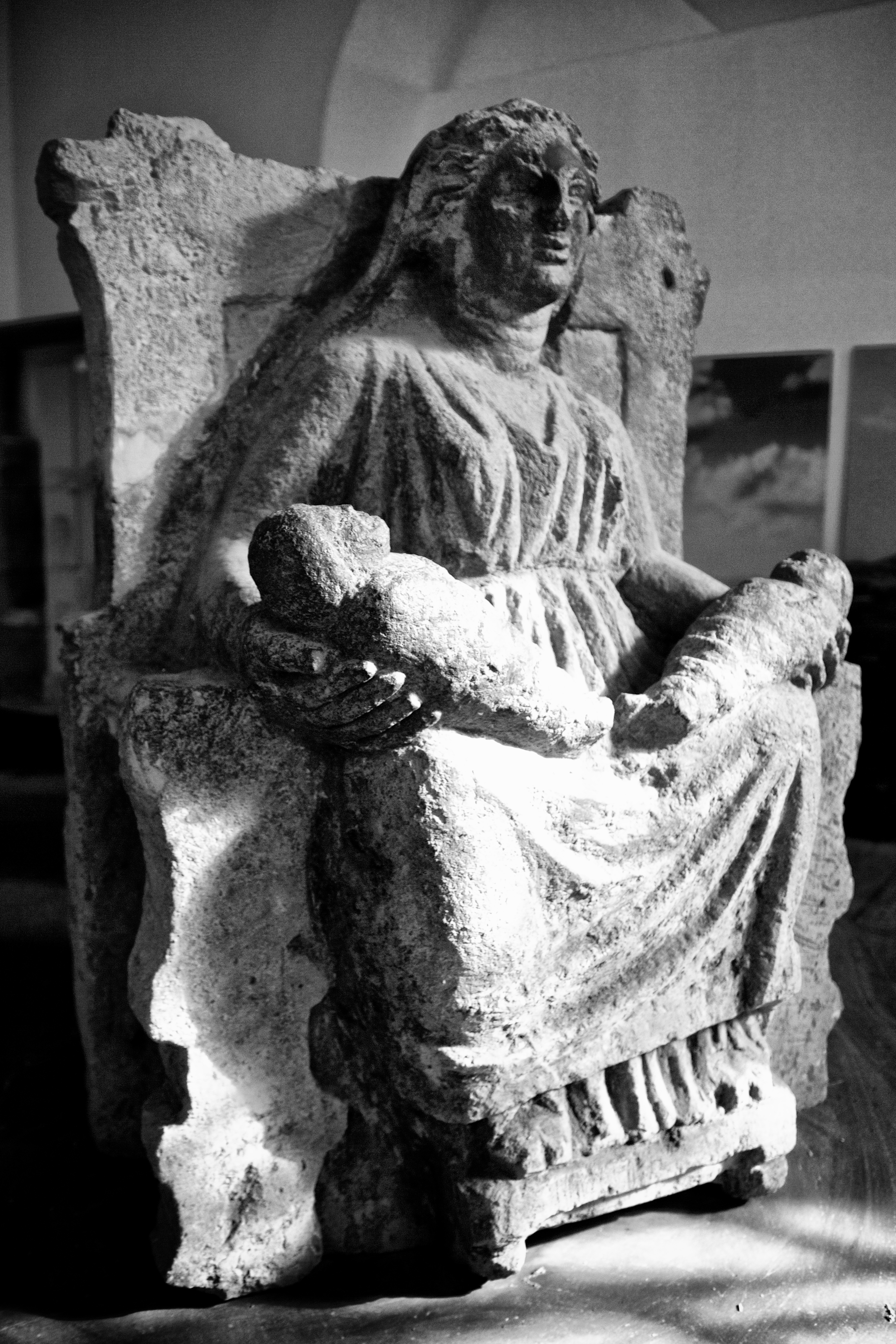
Mater Matuta

Nell'ultima sala sono collocati i reperti dei più celebri santuari di Capua, quello di Diana Tifatina e quello del Fondo Patturelli.
Si ricorda una sima a testa leonina, la statua di Mater Matuta e quella di un torso di sfinge, entrambe in tufo.

## L'allestimento rinnovato
Dal 2022 la mostra permanente espone 100 opere conservate dalla metà del secolo scorso e, in alcuni casi anche dall'inizio del secolo, molte delle quali mai esposte prima e presentate ora al pubblico per la prima volta: ritratti e imponenti statue in marmo, sculture, affreschi, pavimenti musivi, sepolture, cippi miliari e iscrizioni che rappresentano i testimoni parlanti dell’Appia lungo il suo cammino nella Capua romana.

### Statue di Dionisio e Settimo Severo

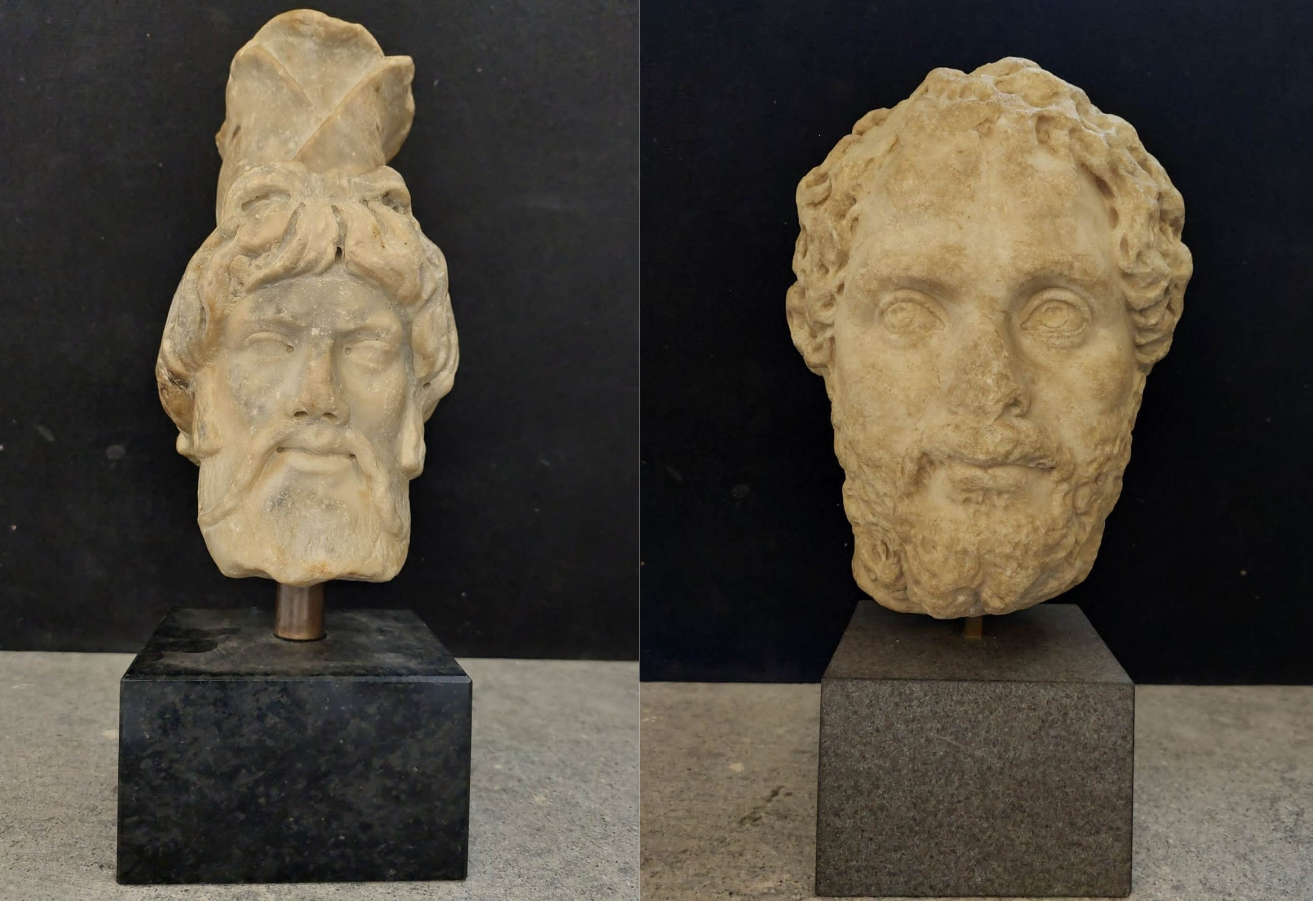
Statue di Dionisio e Settimo Severo

Dal 2022 il museo ospita anche i resti di due statue del II-III secolo d.C.: due teste in marmo raffiguranti l'imperatore Settimio Severo del III secolo d.C. e la divinità Dioniso del II secolo d.C.. I due reperti sono importanti in quanto frutto di un ritrovamento a seguito di indagine investigativa operata dai Carabinieri e Reparto Operativo del Comando Carabinieri Tutela Patrimonio Culturale, in collaborazione con la Sezione Elaborazione Dati e coordinata dalla Procura della Repubblica di Santa Maria Capua Vetere. Essi, infatti, furono oggetto di una rapina il 18 novembre 1985 e furono sottratti dall'Antiquarium dell'Anfiteatro campano insieme ad altri numerosi reperti archeologici, di vario genere e tipologia, che, successivamente e in diverse circostanze, vennero recuperati, ad eccezione proprio di queste due sculture e di una scultura in marmo raffigurante la divinità Diana. A seguito di indagine, tra il 2016 e il 2019, si è scoperta la loro vendita illegale durante alcune aste che si svolgevano a New York. Attraverso ad una collaborazione con le autorità americane si è riusciti ad impedirne la vendita e infine le due opere sono state riconsegnate al patrimonio archeologico sammaritano, restando ancora ignota la collocazione della sola statua di "Diana".

## Attività
Il Museo ospita occasionalmente anche mostre tematiche e organizza attività didattiche e laboratoriali.